# Historisches Museum Wallerfangen

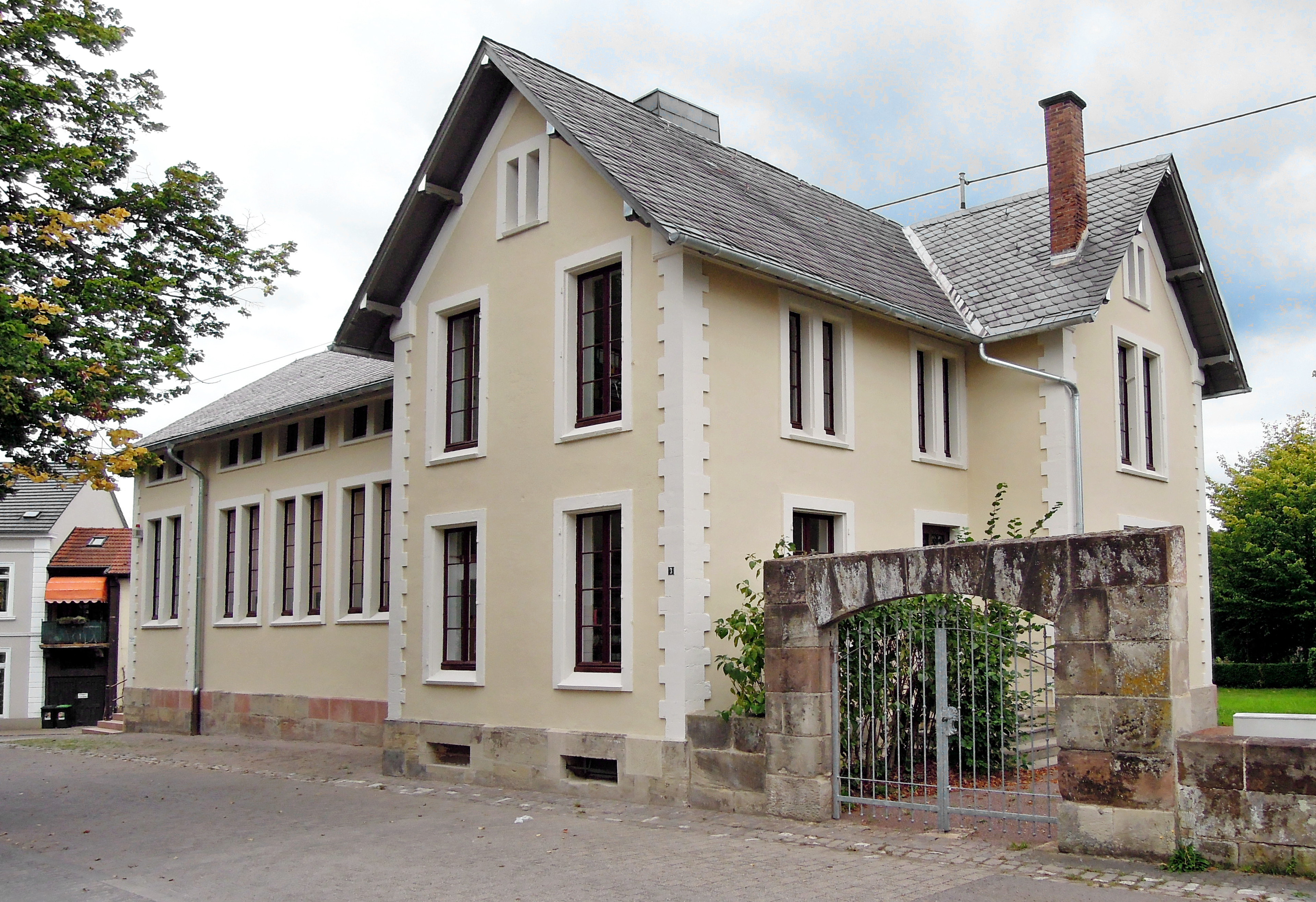
Historisches Museum Wallerfangen auf der Adolphshöhe

Das Historische Museum Wallerfangen ist ein überregionales Museum für die Geschichte der Gemeinde Wallerfangen und des Saargaus mit Bezug auf die entsprechende Geschichte des Landkreises Saarlouis, des Saarlandes und der gesamten SaarLorLux-Region. Das Museum erläutert mittels einer Vielzahl von Texten, Visualisierungen und Exponaten die Zeitspanne von der Vor- und Frühgeschichte bis zur Neuzeit.

## Ausstellung
Die vier Stationen der dargestellten Geschichte sind:
1. Der Ursprung von Villeroy & Boch in Wallerfangen
2. Von der Grafschaft Wallerfangen zur Hauptstadt der deutschsprachigen Provinz Lothringens
3. Wallerfangens gallo-römischer Bergbau
4. Wallerfangen als keltischer Fürstensitz um 500 v. Chr.

Neben der ständigen Ausstellung werden Wechselausstellungen aus verschiedenen historischen und kulturellen Bereichen angeboten. Betreiber des Museums ist der Verein für Heimatforschung Wallerfangen.

## Geschichte

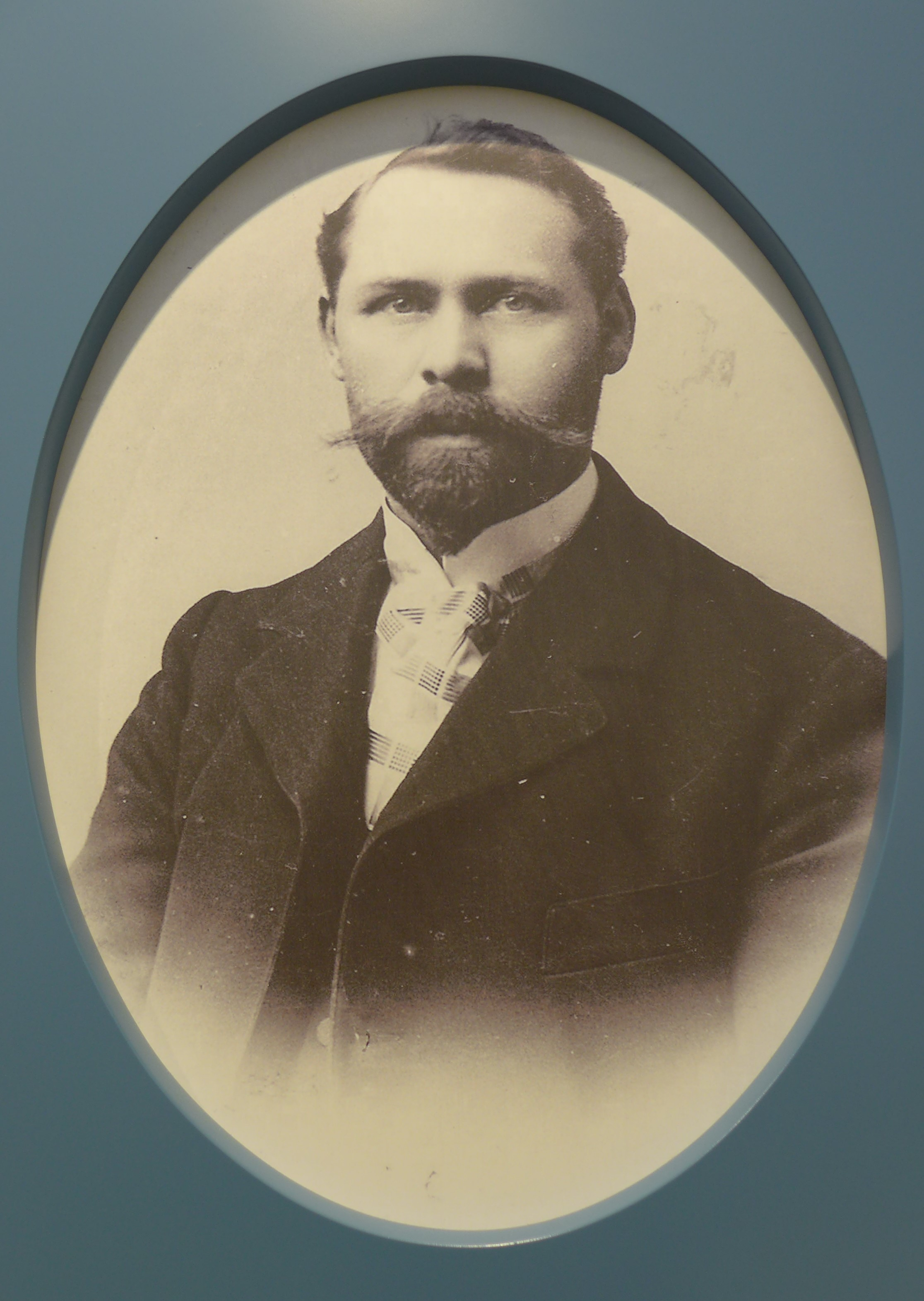
Der Wallerfanger Heimatforscher Theodor Liebertz (1869–1959)

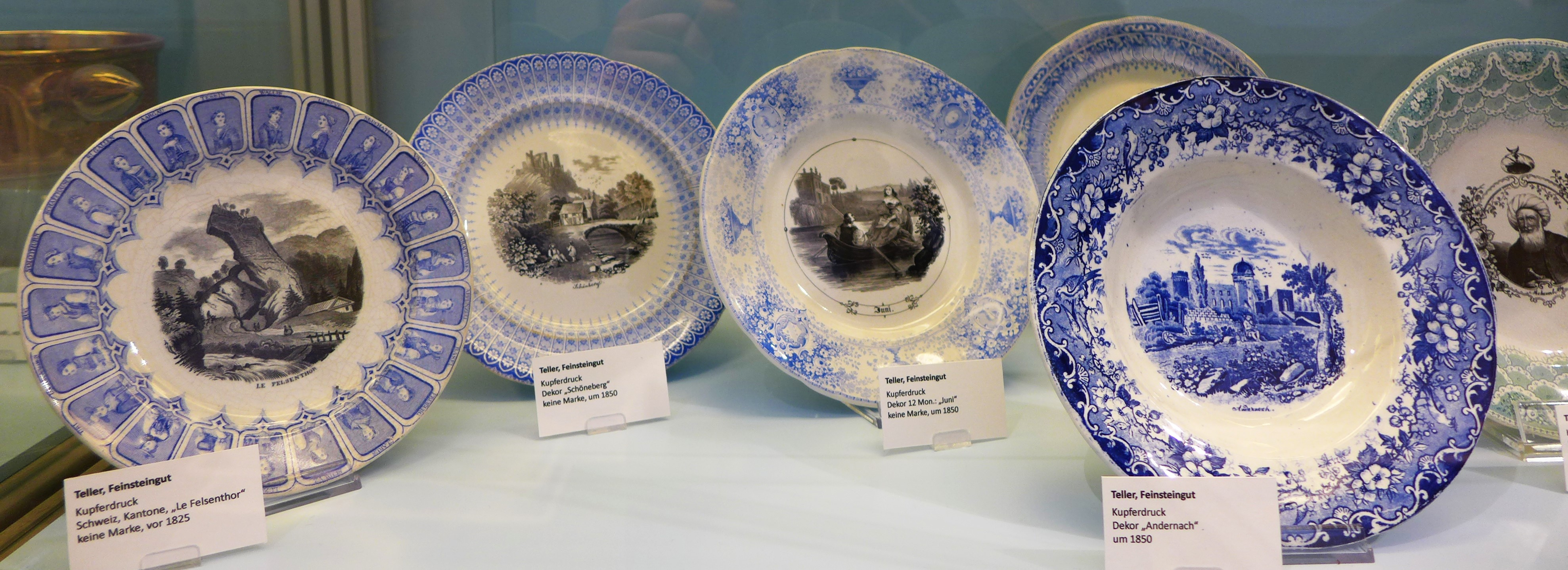
Erzeugnisse der Wallerfanger Keramikfabrik in den Schauräumen des Historischen Museums Wallerfangen

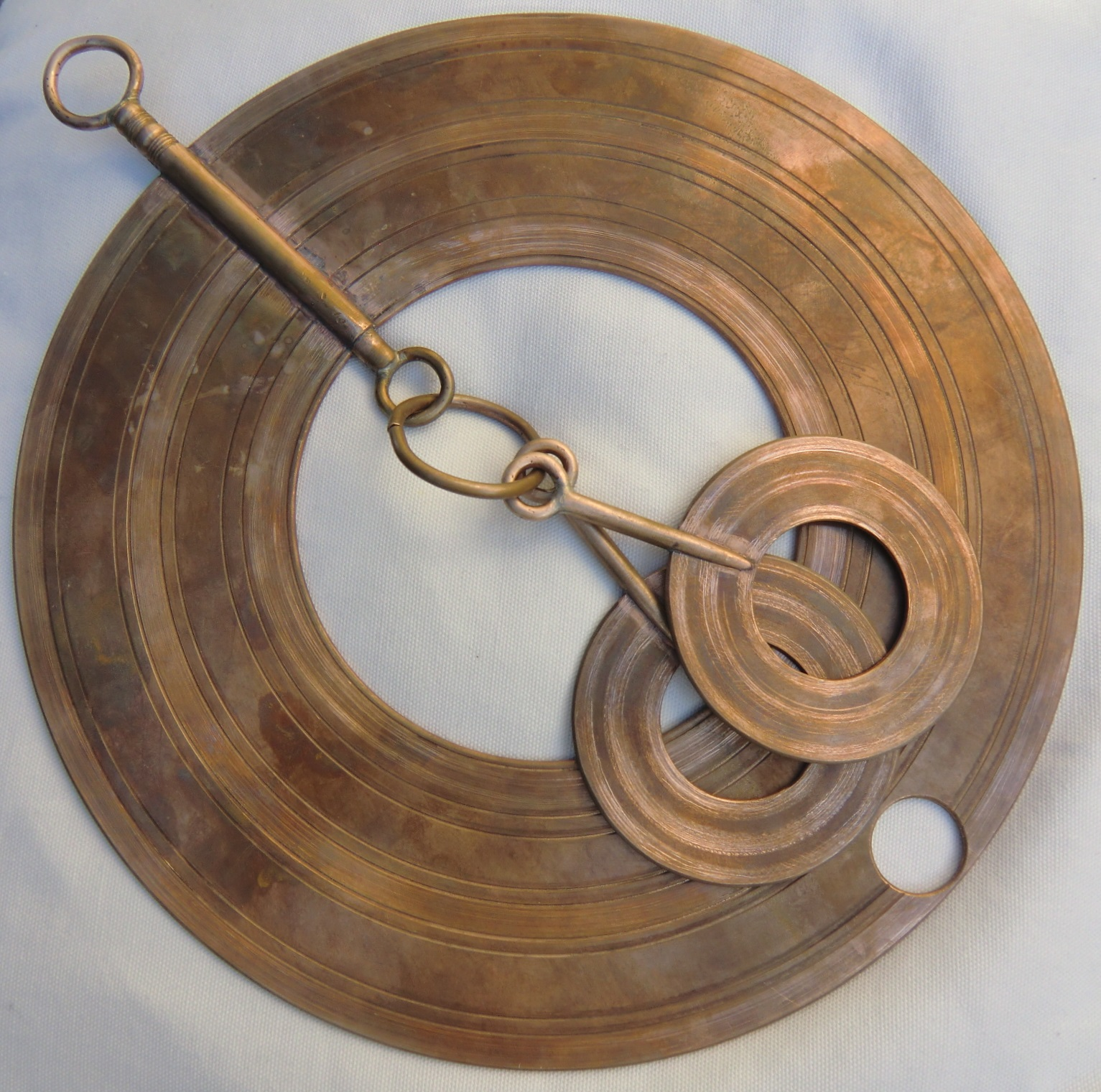
Originalgetreue, gebrauchsfähige Replik des Eichenborn-Depotfundes

Das Museum auf der Adolphshöhe wurde am 9. März 1983 als Heimatmuseum gegründet, das bereits von dem Wallerfanger Heimatforscher Theodor Liebertz am Ende des 19. Jahrhunderts geplant worden war. Liebertz hatte schon 1892 begonnen, Erzeugnisse der Wallerfanger Keramikfabrik aufzukaufen, um sie in einem örtlichen Museum auszustellen. Ende des Jahres 1955 übergab er wegen seines vorangeschrittenen Alters dem Wallerfanger Verkehrsverein seinen gesamten wissenschaftlichen Nachlass. Der Verkehrsverein wiederum regte im Gemeinderat die Einrichtung eines lokalhistorischen Museums an. Bis zu dessen Verwirklichung sollte der gesamte Nachlass von Liebertz auf dem Dachboden der Schulsäle auf der Adolphshöhe gelagert werden.
Im Januar 1956 wurde im Kreisanzeiger die Bevölkerung dazu aufgerufen, Museumsexponate, vor allem seltene Wallerfanger Geschirrteile, zu spenden. Weitere Schritte wurden allerdings nicht unternommen. Erst im Jahr 1976 fand sich auf Initiative von Hans Neis ein Personenkreis zusammen, der den „Verein für Heimatforschung Wallerfangen e. V.“ gründete. In einem ehemaligen Schulgebäude auf der Adolphshöhe fand sich eine Bleibe für die bisher gesammelten Exponate. Allerdings waren wesentliche Teile der Liebertzschen Keramiksammlung in den langen Jahren der Lagerung abhandengekommen. Um die keramische Tradition Wallerfangens angemessen darstellen zu können, gründete sich 1986 innerhalb des heimatkundlichen Vereins die Arbeitsgemeinschaft „Historische Wallerfanger Keramik“. Durch zahlreiche Ankäufe, Schenkungen sowie Leihgaben konnte es möglich gemacht werden, die Keramiktradition des Ortes erstmals zu dokumentieren. Darüber hinaus legte die Kunsthistorikerin Beatrix Adler mit ihrer 1995 publizierten Dissertation einen umfangreichen historischen Überblick über die Geschichte des Wallerfanger Keramikunternehmens und einen Katalog der dort hergestellten Produkte vor.
Im Jahr 2011 wurde die Fassade des Gebäudes renoviert und wieder der architektonischen Gestalt des Platzensembles Adolphshöhe angepasst. Nach zweijähriger Umbauzeit von 2013 bis 2015 konnte das ehemalige Heimatmuseum als „Historisches Museum Wallerfangen“ neu eröffnet werden. Es präsentiert 3000 Jahre Geschichte des Ortes und der Region. Untergebracht in einem ehemaligen Schulgebäude, ist das Museum Teil des denkmalgeschützten Forum-Ensembles „Adolphshöhe“, das in der zweiten Hälfte des 19. Jahrhunderts entstand. Vor dem Einzug des Museums war in dem zwischen 1875 und 1876 erbauten Schulgebäude die Gemeindebibliothek untergebracht. Der am 8. November 1976 gegründete Verein für Heimatforschung Wallerfangen e. V. betreut das Historische Museum. Er veranstaltet Vorträge, Begehungen und Exkursionen zu regionalhistorischen Themen.
Eine weitere Besonderheit ist die Darstellung des Azuritbergbaus (Kupfererz) in Wallerfangen, wo spätestens seit römischer Zeit das Wallerfanger Blau abgebaut wurde. Der Emilianus-Stollen mit seiner einzigartigen Okkupationsschrift ist einer der wichtigsten Belege für römischen Bergbau nördlich der Alpen.
Als wichtige Ergänzung zum Thema Keltenzeit ließ das Museum im Jahr 2017 Reproduktionen des goldenen Ringschmucks aus dem Grab einer Wallerfanger Keltenfürstin der Zeit um 500 v. Chr. herstellen. Die Grabbeigaben kamen 1854 bei Ausschachtungsarbeiten im heutigen Papenschen Park in Wallerfangen zum Vorschein. Sie gelangten durch Schenkung Eugen Bochs 1869 an den „Verein von Alterthumsfreunden“ nach Bonn und von dort ins 1874 gegründete Provinzialmuseum, später Rheinisches Landesmuseum, jetzt LVR-LandesMuseum Bonn. Ein Berliner Unternehmen hat die Originale mit Streifenlichtscan berührungsfrei abgeformt und im 3D-Druck die Replikate hergestellt. Außerdem wurde die Oberflächenstruktur der Schmuckstücke mit einer Vielzahl hochauflösender Digitalaufnahmen erfasst. Auf dieser Datenbasis wurde auf die Rohlinge aus Kunststoff die Oberflächenstruktur aufgetragen, mit Blattgold überzogen und patiniert.
Im Jahr 2018 wurde die Abteilung Vor- und Frühgeschichte durch Replikate des spätbronzezeitlichen Wallerfanger Eichenborn-Depotfundes ergänzt, dessen Originale im französischen Nationalmuseum, dem Musée d’Archéologie nationale in Saint-Germain-en-Laye, aufbewahrt werden. Der aus über 60 Bronzegegenständen der Stufe Hallstatt-B2/3 (späte Urnenfelderzeit) bestehende Fund enthält auch ein seltenes Instrument, ein als Tintinnabulum bezeichnetes Klangblech. Die einzige gebrauchsfähige Reproduktion eines solchen mysteriösen Instruments gehört seit März 2019 zu den Attraktionen des Museums.
Das Museum ist freitags, samstags und sonntags von 15 bis 18 Uhr oder nach Vereinbarung geöffnet.

## Keramik-Flohmarkt

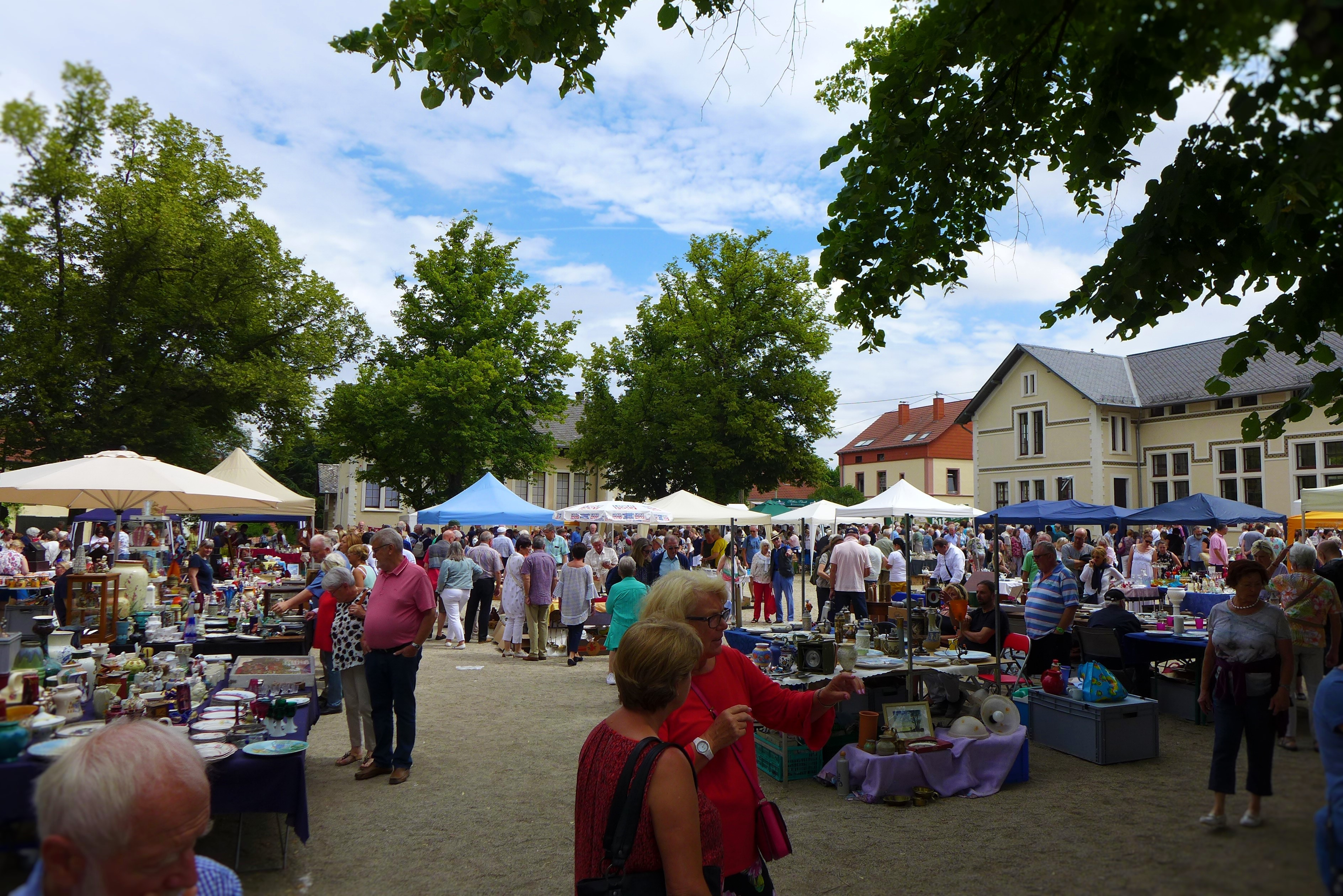
Wallerfangen, Keramikflohmarkt des Historischen Vereins auf der Adolphshöhe

Seit 1989 findet beim Museum auf der Adolphshöhe (vor der Grundschule „Altes Rathaus“) jährlich am ersten Sonntag im Juli, ein weit über die Grenzen hinaus bekannter, Keramik-Flohmarkt auf dem Platz vor dem Museum statt.